# Sagenotriphora albocaput
Sagenotriphora albocaput is een slakkensoort uit de familie van de Triphoridae. De wetenschappelijke naam van de soort werd voor het eerst geldig gepubliceerd in 2020 door M. Fernandes en Pimenta.